# Statistiche e record dell'Associazione Calcistica Perugia Calcio
Nella presente pagina sono riportate le statistiche nonché record riguardanti l'Associazione Calcistica Perugia Calcio, società calcistica italiana a responsabilità limitata con sede a Perugia.

## Statistiche di squadra

Il Perugia dei miracoli della stagione 1978-1979, secondo classificato in Serie A – il miglior piazzamento dei biancorossi nella storia della massima divisione nazionale – nonché detentore di vari record d'imbattibilità nei maggiori campionati italiani a 16 squadre.

A livello internazionale, il Perugia è l'unica squadra dell'Umbria ad aver conquistato titoli (2) in campo continentale: il primo assoluto – anche per una formazione della regione – è la Coppa d'Estate 1978, seguito dalla Coppa Intertoto 2003; grazie a quest'ultimo successo, i biancorossi sono fra le 11 formazioni italiane e le 82 europee che sono riuscite a conquistare nella loro storia almeno una delle competizioni UEFA per club, e allo stesso tempo è diventata la prima – e fin qui, unica – compagine umbra capace di vincere un trofeo a livello confederale, peraltro da imbattuta. La squadra perugina è inoltre la sola formazione della regione ad aver preso parte alle coppe europee: in ambito ufficiale conta 2 partecipazioni alla Coppa UEFA e 4 nel già citato Intertoto, cui si aggiungono i trascorsi non ufficiali in Coppa Mitropa e nella sopracitata Coppa d'Estate. Sul versante statistico, i grifoni annoverano il record italiano di partecipazioni alla Coppa Intertoto (4), oltre al primato (1) di vittorie – quest'ultimo, condiviso con Bologna, Juventus e Udinese. In totale, in campo internazionale la formazione ha un ruolino di 42 incontri ufficiali (al 2004), che consta di 20 vittorie, 11 pareggi e altrettante sconfitte; nella stagione 2003-2004 ha inoltre inanellato la sua miglior striscia positiva in Europa grazie a 11 partite utili consecutive, di cui 8 vittorie e 3 pareggi, raccolte a cavallo d'Intertoto e Coppa UEFA. In virtù dei risultati conseguiti negli anni duemila, la compagine biancorossa è stata classificata, dall'International Federation of Football History & Statistics, al 351º posto tra i 643 migliori club europei del primo decennio del XXI secolo.
In ambito nazionale, il Perugia è stata la prima formazione, nella storia della massima serie italiana a girone unico, a portare a termine un campionato senza sconfitte, nella stagione 1978-1979 – chiusa peraltro al 2º posto assoluto, miglior risultato nella storia degli umbri –; tale primato sottintende, nella Serie A a 16 squadre, i record (0) del minor numero di sconfitte complessive, casalinghe e in trasferta – quest'ultimo, condiviso con la Fiorentina del 1968-1969 e col Milan del 1987-1988. Il club perugino detiene inoltre, sempre nel massimo livello a 16 squadre, la miglior sequenza di partite utili consecutive (37) – striscia realizzata dal 30º turno dell'annata 1977-1978 (Perugia-Pescara 2-1) alla 6ª giornata del torneo 1979-1980 (Napoli-Perugia 1-1) –, mentre per una volta, ancora nel 1978-1979, ha concluso la stagione con la miglior difesa del campionato (16 reti subite). Tra tutte le 60 squadre di calcio italiane che hanno militato almeno una volta nella massima categoria, nella relativa classifica perpetua i biancorossi si collocano al 28º posto.

I grifoni della stagione 1984-1985, detentori del primato – tuttora in essere – del minor numero di sconfitte (1) in un torneo di Serie B a 20 squadre.

Riguardo alla seconda serie a girone unico il Perugia, nei campionati a 20 squadre, annovera il primato del minor numero di sconfitte stagionali (1), conseguito nell'annata 1984-1985; nella stessa, ha stabilito il record del maggior numero di pareggi complessivi (26). Inoltre, la formazione in Serie B ha avuto per due volte il miglior attacco e per una volta la miglior difesa del torneo. Nella terza serie, nello specifico del girone B della Serie C1/Prima Divisione, il Perugia, assieme alla Salernitana, detiene coi propri giocatori il record di vittorie nella classifica capocannonieri (3). Infine, nel panorama globale della Lega Pro, il club biancorosso è diventato il primo a fare proprie entrambe le Supercoppe di categoria, sia quella di Prima (2014) sia quella di Seconda Divisione (2012).
In campo regionale il Perugia è la squadra, assieme alla Ternana, più vincente dell'Umbria, con 13 affermazioni tra campionati – nazionali (1), interregionali (8) e regionali (1) – e coppe (3). Oltre a vantare il maggior numero di partecipazioni alla Serie A (13) e alla Coppa Italia (45) tra tutte le formazioni umbre, detiene anche, sempre assieme al club rossoverde, il record di vittorie della Serie B (1).

### Partecipazione ai campionati
In 85 stagioni sportive disputate a livello nazionale a partire dall'esordio nel Direttorio Divisioni Inferiori Sud. Prima della seconda guerra mondiale, in più occasioni il Perugia si ritirò nei tornei regionali per difficoltà finanziarie.
| Livello | Categoria                  | Partecipazioni | Debutto   | Ultima stagione | Totale |
| ------- | -------------------------- | -------------- | --------- | --------------- | ------ |
| 1º      | Serie A                    | 13             | 1975-1976 | 2003-2004       | 13     |
| 2º      | Serie B                    | 27             | 1933-1934 | 2019-2020       | 27     |
| 3º      | Seconda Divisione          | 2              | 1926-1927 | 1927-1928       | 34     |
| 3º      | Prima Divisione            | 3              | 1930-1931 | 1932-1933       | 34     |
| 3º      | Serie C                    | 16             | 1938-1939 | 1966-1967       | 34     |
| 3º      | Serie C1                   | 9              | 1988-1989 | 2007-2008       | 34     |
| 3º      | Lega Pro Prima Divisione   | 4              | 2008-2009 | 2013-2014       | 34     |
| 4º      | Promozione                 | 1              | 1951-1952 | 1951-1952       | 11     |
| 4º      | IV Serie                   | 5              | 1952-1953 | 1956-1957       | 11     |
| 4º      | Campionato Interregionale  | 2              | 1957-1958 | 1958-1959       | 11     |
| 4º      | Serie C2                   | 2              | 1986-1987 | 1987-1988       | 11     |
| 4º      | Lega Pro Seconda Divisione | 1              | 2011-2012 | 2011-2012       | 11     |
| 5º      | Serie D                    | 1              | 2010-2011 | 2010-2011       | 1      |

### Partecipazione alle coppe nazionali
| Coppa                                   | Partecipazioni | Debutto   | Ultima stagione |
| --------------------------------------- | -------------- | --------- | --------------- |
| Coppa Italia                            | 45             | 1938-1939 | 2017-2018       |
| Coppa Italia Serie C/Lega Pro           | 14             | 1987-1988 | 2013-2014       |
| Supercoppa di Lega di Prima Divisione   | 1              | 2014      | 2014            |
| Supercoppa di Lega di Seconda Divisione | 1              | 2012      | 2012            |
| Coppa Italia Serie D                    | 1              | 2010-2011 | 2010-2011       |

### Partecipazione alle coppe europee
Dati riferiti alle sole competizioni UEFA per club; sono escluse le coppe calcistiche europee non riconosciute come ufficiali.
| Coppa                | Partecipazioni | Debutto   | Ultima stagione |
| -------------------- | -------------- | --------- | --------------- |
| Coppa UEFA           | 2              | 1979-1980 | 2003-2004       |
| Coppa Intertoto UEFA | 4              | 1999      | 2003            |

## Statistiche individuali

Dante Fortini, primatista di presenze (360) in maglia biancorossa nei campionati.

Per quanto concerne esclusivamente i campionati italiani di calcio, nel campo delle presenze è Dante Fortini, il capitano dei primi anni sessanta, colui che ha vestito più volte la casacca biancorossa collezionando 360 partite tra IV Serie, Campionato Interregionale e Serie C, dal 1956 al 1966; è inoltre l'unico, assieme all'altro capitano del Perugia dei miracoli Pierluigi Frosio con 323 presenze, in Serie A e B, tra il 1974 e il 1984, ad aver superato il traguardo delle 300 partite col club. Dietro di loro c'è Michele Nappi che, assieme ai due sopracitati, è a sua volta il solo ad aver superato quota 200 col Perugia grazie a 246 gettoni, a periodi alterni tra A e B, dal 1974 al 1985. Il già citato Frosio è anche il giocatore con più presenze in massima serie, grazie alle 170 sfide giocate nel periodo che va dal 1975 al 1981, mentre il brasiliano Zé Maria, per via delle sue 142 partite giocate, in due tronconi di carriera, tra il 1998 e il 2004, è lo straniero che ha vestito più volte la maglia perugina in Serie A; il calciatore non italiano a vantare le maggiori presenze assolute è invece l'ivoriano Christian Kouan, con 164 gare accumulate tra il 2018 e il 2024. Spostandoci nelle competizioni europee per club, il primato di partite coi colori biancorossi spetta a Giovanni Tedesco, con le 18 presenze tra Coppa Intertoto e Coppa UEFA messe a referto nel quinquennio 1999-2004.

Armando Serlupini, massimo goleador (72) dei grifoni in campionato.

Sul versante delle reti, sempre nei tornei italiani l'attaccante Armando Serlupini è il goleador più prolifico nella storia del club, in virtù delle 72 reti siglate nei campionati degli anni cinquanta. È seguìto da Giovanni Cornacchini, con 60 gol tra Serie C1 e B dal 1992 al 1995; quest'ultimo è l'unico giocatore del Perugia a essersi laureato per due volte capocannoniere di un torneo, peraltro consecutivamente nelle stagioni di C1 1992-1993 e 1993-1994, chiuse rispettivamente con 19 e 20 centri; Ilario Castagner, 17 reti nella Serie C 1963-1964, Fabrizio Ravanelli, 23 gol nella Serie C2 1987-1988, e Claudio Fermanelli, 16 centri nella Serie C1 1989-1990, sono gli altri attaccanti biancorossi che hanno vinto un titolo di miglior marcatore indossando la maglia del club perugino. Il greco Zīsīs Vryzas è il cannoniere più prolifico del Perugia nei campionati di Serie A, oltreché il miglior goleador straniero, coi suoi 25 gol messi a segno dal 2000 al 2003. Fabrizio Miccoli e Alberto Cerri sono gli unici giocatori del club che hanno vinto il titolo di capocannoniere della Coppa Italia, rispettivamente nelle edizioni 2002-2003 e 2017-2018, mentre Marco Materazzi nel campionato di Serie A 2000-2001 ha stabilito il record di marcature stagionali in massima serie per un difensore (12).

Il brasiliano Zé Maria, lo straniero più presente in Serie A (142) con i perugini.

Alberto Galassi, grazie alle 35 reti messe a tabellino nell'annata 1945-1946, è in assoluto il miglior bomber stagionale del Perugia. Marco Negri, con i 18 gol inanellati nella Serie A 1996-1997, detiene il primato dell'attaccante biancorosso più prolifico in un singolo campionato di massima categoria, mentre Samuel Di Carmine, grazie alle 22 reti siglate nella Serie B 2017-2018, è il miglior fromboliere dei grifoni in un singolo torneo cadetto; Di Carmine è inoltre emerso nella seconda metà degli anni 2010 quale miglior marcatore del club nella storia della Serie B. Massimo Margiotta è infine il goleador principe dei biancorossi nelle coppe europee, in virtù delle sue 4 marcature siglate durante l'edizione 2003-2004 della Coppa UEFA.

### Lista dei capitani
| Calciatore              | Ruolo | Stagioni al club                 | Stagioni da capitano      | Presenze | Reti |
| ----------------------- | ----- | -------------------------------- | ------------------------- | -------- | ---- |
| ...                     |       |                                  |                           |          |      |
| Luigi Gioacchino Nebbia | D     | 1930-1934 e 1945-1949            | 1945-1949 (4)             | ?        | ?    |
| ...                     |       |                                  |                           |          |      |
| R. Lombardi             | D     | 1945-1948, 1950-1951 e 1954-1957 | 1956-1957 (1)             | ?        | ?    |
| Dante Fortini           | A     | 1956-1966                        | 1957-1966 (9)             | 360      | 21+  |
| Carlo Azzali            | C     | 1966-1969                        | 1966-1969 (3)             | 54       | 0    |
| Bruno Mazzia            | C     | 1968-1972                        | 1969-1972 (3)             | 128      | 12   |
| Riccardo Innocenti      | A     | 1969-1974                        | 1972-1974 (2)             | 175      | 27   |
| Giuseppe Picella        | C     | 1973-1976                        | 1974-1976 (2)             | 65       | 5    |
| Pierluigi Frosio        | D     | 1974-1984                        | 1976-1984 (8)             | 323      | 8    |
| Michele Nappi           | D     | 1974-1982 e 1984-1985            | 1984-1985 (1)             | 246      | 1    |
| Massimo De Stefanis     | C/A   | 1984-1986                        | 1985-1986 (1)             | 65       | 12   |
| Maurizio Benedetti      | D     | 1986-1990                        | 1986-1987 (1)             | 115      | 4    |
| Tiziano Manfrin         | C     | 1987-1989                        | 1987-1989 (2)             | 54       | 6    |
| Claudio Fermanelli      | A     | 1989-1991                        | 1989-1991 (2)             | 56       | 27   |
| Graziano Vinti          | P     | 1981-1983 e 1985-1992            | 1991 (1)                  | 151      | -124 |
| Giuseppe Dossena        | C     | 1991-1992                        | 1991-1992 (1)             | 26       | 3    |
| Roberto Savi            | C     | 1990-1994                        | 1992-1994 (3)             | 118      | 7    |
| Federico Giunti         | C     | 1991-1997                        | 1994-1997 (3)             | 166      | 24   |
| Marco Materazzi         | D     | 1995-1996, 1997-1998 e 1999-2001 | 1997-1998 e 2000-2001 (2) | 98       | 22   |
| Salvatore Matrecano     | D     | 1996-1999                        | 1998-1999 (1)             | 8        | 3    |
| Renato Olive            | C     | 1998-2000                        | 1999-2000 (1)             | 70       | 8    |
| Giovanni Tedesco        | C     | 1998-2004                        | 2001-2004 (3)             | 154      | 24   |
| Zé Maria                | D     | 1998-1999 e 2000-2004            | 2004 (2)                  | 142      | 16   |
| Fabrizio Ravanelli      | A     | 1986-1989 e 2004-2005            | 2004-2005 (1)             | 129      | 50   |
| Andrea Bernini          | C     | 2004-2008                        | 2005-2008 (3)             | 83       | 4    |
| Salvatore Accursi       | D     | 2005-2010                        | 2008-2010 (3)             | 97       | 1    |
| Roberto Goretti         | C     | 1995-1997, 2000-2001 e 2010-2011 | 2010-2011 (1)             | 81       | 6    |
| Giampiero Clemente      | A     | 2011-2013                        | 2011-2013 (2)             | 48       | 24   |
| Gianluca Comotto        | D     | 2013-2016                        | 2013-2016 (3)             | 60       | 0    |
| Lorenzo Del Prete       | C     | 2015-2018                        | 2016-2018 (2)             | 76       | 4    |
| Raffaele Bianco         | C     | 2017-2019                        | 2018-2019 (1)             | 32       | 1    |
| Gabriele Angella        | D     | 2019-                            | 2020-                     | 105      | 2    |

Dati aggiornati al 5 febbraio 2024.

### Record

#### Presenze

Pierluigi Frosio

| Campionato - 360 Dante Fortini (1956-1966) - 323 Pierluigi Frosio (1974-1984) - 246 Michele Nappi (1974-1982, 1984-1985) - 206 Antonio Ceccarini (1976-1983) - 191 Oriano Nenci (1960-1967) - 188 Elio Vanara (1968-1974) - 175 Riccardo Innocenti (1969-1974) - 172 Massimo Beghetto (1990-1996) - 166 Federico Giunti (1991-1997) - 164 Christian Kouan (2018-2024) - 162 Marco Di Loreto (2000-2005) | Competizioni UEFA - 18 Giovanni Tedesco (1999-2000, 2002-2004) - 15 Marco Di Loreto (2000, 2003-2004) - 13 Željko Kalac (2002-2004) 13 Zé Maria (2002-2004) - 12 Souleymane Diamoutene (2003-2004) 12 Massimiliano Fusani (2003-2004) - 11 Fabio Gatti (2002-2004) 11 Fabio Grosso (2002-2004) 11 Zīsīs Vryzas (2002-2004) - 10 Jay Bothroyd (2003-2004) 10 Christian Obodo (2003-2004) |

| Serie A - 170 Pierluigi Frosio (1975-1981) - 154 Giovanni Tedesco (1998-2004) - 145 Michele Nappi (1975-1981) - 142 Zé Maria (1998-1999, 2000-2004) - 139 Antonio Ceccarini (1976-1981) - 125 Marco Di Loreto (2000-2004) - 109 Salvatore Bagni (1977-1981) - 107 Zīsīs Vryzas (2000-2003) - 100 Paolo Dal Fiume (1977-1981) - 98 Franco Vannini (1974-1979) | Serie B - 188 Elio Vanara (1968-1974) - 175 Riccardo Innocenti (1969-1974) - 136 Giovanni Urban (1970-1974) - 133 Rocco Panio (1967-1971) - 128 Bruno Mazzia (1968-1972) - 126 Pierluigi Frosio (1974-1975, 1981-1984) - 122 Samuel Di Carmine (2015-2018, 2022-2023) - 120 Bruno Bacchetta (1967-1971) - 115 Giovanni Pagliari (1981-1984, 1985-1986) - 112 Moreno Morbiducci (1981-1984, 1985-1986) - 108 Claudio Tinaglia (1970-1975) - 107 Christian Kouan (2018-2024) |

#### Reti

Giovanni Tedesco

Zīsīs Vryzas

| Campionato - 72 Armando Serlupini (1953-1956, 1958-1960) - 60 Giovanni Cornacchini (1992-1995) - 50 Fabrizio Ravanelli (1986-1989, 2004-2005) - 43 Fabio Mazzeo (2006-2009, 2013-2014) - 42 Samuel Di Carmine (2015-2018, 2022-2023) - 41 Alberto Galassi (1940-1942, 1945-1946) - 34 Giovanni Pagliari (1981-1984, 1985-1986, 1987-1989) 34 Giovanni Urban (1970-1974) - 33 Ilario Castagner (1961-1964) 33 Marco Negri (1995-1997) - 30 Angelo Montenovo (1959-1960, 1965-1970) | Coppa Italia - 6 Mario Scarpa (1973-1978) - 5 Fabrizio Miccoli (2002-2003) 5 Giovanni Urban (1970-1974) - 4 Alberto Cerri (2017-2018) - 3 Fabio Bazzani (2001-2002) 3 Rolando Bianchi (2016-2017) 3 Aniello Cutolo (2008-2009) 3 Guilherme Raymundo do Prado (2003-2005) 3 Fernando Pandolfi (1997-1999) 3 Otello Ricci (1940-1941) 3 Walter Speggiorin (1977-1979) 3 Franco Vannini (1974-1979) 3 Zīsīs Vryzas (2000-2003) | Competizioni UEFA - 4 Massimo Margiotta (2003) - 2 Emanuele Berrettoni (2002-2004) 2 Jay Bothroyd (2003-2004) 2 Marco Di Loreto (2000, 2002-2004) 2 Massimiliano Fusani (2003-2004) 2 Fabrizio Miccoli (2002) 2 Zé Maria (2002-2004) 1 9 calciatori |

| Serie A - 25 Giovanni Tedesco (1998-2004) 25 Zīsīs Vryzas (2000-2003) - 24 Salvatore Bagni (1977-1981) - 22 Franco Vannini (1975-1979) - 17 Marco Materazzi (1996-1997, 1999-2001) 17 Walter Speggiorin (1977-1979) - 16 Zé Maria (1998-1999, 2000-2004) - 15 Marco Negri (1996-1997) 15 Milan Rapaić (1996-1997, 1998-2000) - 13 Paolo Rossi (1979-1980) | Serie B - 42 Samuel Di Carmine (2015-2018, 2022-2023) - 34 Giovanni Urban (1970-1974) - 28 Moreno Morbiducci (1981-1984, 1985-1986) - 27 Riccardo Innocenti (1969-1974) - 24 Giovanni Pagliari (1981-1984, 1985-1986) - 21 Giovanni Cornacchini (1994-1995) - 19 Pietro Iemmello (2019-20) - 18 Marco Negri (1995-1996, 2004-2005) - 17 Matteo Ardemagni (2015-2016) 17 Diego Falcinelli (2014-2015, 2019-20) 17 Valerio Verre (2014-2015, 2018-2019) - 15 Alberto Cerri (2017-2018) 15 Savino Mosca (1946-1948) |

#### Capocannonieri per singola stagione

Fabrizio Miccoli

| Coppa Italia 1. Fabrizio Miccoli: 5 (2002-2003) 2. Alberto Cerri: 4 (2017-2018) | Serie C/C1 1. Ilario Castagner: 17 (1963-1964) 2. Claudio Fermanelli: 16 (1989-1990) 3. Giovanni Cornacchini: 19 (1992-1993) 4. Giovanni Cornacchini: 20 (1993-1994) | Serie C2 1. Fabrizio Ravanelli: 23 (1987-1988) |